# The Girl from Ipanema
"Garota de Ipanema" (The Girl from Ipanema) er en brasiliansk bossanova og jazzsang. Den var et verdensomspændende hit i midten af 1960'erne og vandt en Grammy for Årets plade i 1965. Den blev skrevet i 1962 med musik af Antônio Carlos Jobim og portugisiske tekster af Vinícius de Moraes. Engelske tekster blev skrevet senere af Norman Gimbel.
Den første kommercielle indspilning var i 1962 af Pery Ribeiro. Stan Getz-indspilningen med Astrud Gilbertos vokaldebut blev et internationalt hit. Denne version var blevet forkortet fra versionen på albummet Getz/Gilberto (indspillet i marts 1963, udgivet i marts 1964), som også havde inkluderet de portugisiske tekster sunget af Astruds daværende mand João Gilberto. I USA toppede singlen som nummer fem på Billboard Hot 100 og blev nummer et i to uger på Easy Listening-listen. I udlandet toppede det som nummer 29 i Det Forenede Kongerige og nåede højt over hele verden.
Talrige optagelser er blevet brugt i film, nogle gange som en elevatormusikkliché. Det menes at være den næstmest indspillede popsang i historien, efter "Yesterday" af The Beatles. Sangen blev optaget i Latin Grammy Hall of Fame i 2001. I 2004 var det en af 50 optagelser valgt det år af Library of Congress til at blive tilføjet til National Recording Registry.